# Deyvillers
Deyvillers – miejscowość i gmina we Francji, w regionie Grand Est, w departamencie Wogezy.
Według danych na rok 1990 gminę zamieszkiwało 1388 osób, a gęstość zaludnienia wynosiła 158 osób/km² (wśród 2335 gmin Lotaryngii Deyvillers plasuje się na 288. miejscu pod względem liczby ludności, natomiast pod względem powierzchni na miejscu 684.).